# Tarneit
Tarneit är en del av en befolkad plats i Australien. Den ligger i kommunen Wyndham och delstaten Victoria, omkring 27 kilometer väster om delstatshuvudstaden Melbourne. Antalet invånare är 21 690.
Trakten är tätbefolkad. Närmaste större samhälle är Hoppers Crossing, nära Tarneit.
Trakten runt Tarneit består till största delen av jordbruksmark. Genomsnittlig årsnederbörd är 971 millimeter. Den regnigaste månaden är juni, med i genomsnitt 115 mm nederbörd, och den torraste är januari, med 34 mm nederbörd.